# Ferdinand Lelièvre
Ferdinand Lelièvre, né le 7 novembre 1799 à Trèves et mort le 26 décembre 1886 à Alger, est un homme politique français, sénateur du département d'Alger de 1876 à 1885. Partisan actif de la Deuxième République de 1848-1851 et opposant au Second Empire qui suivit, il est déporté en Algérie en 1858, où il devint influent dans la politique de l'opposition. Après la chute de l'empire, il est élu sénateur d'Algérie avec un programme républicain.

## Biographie
Né à Trèves, alors ville française depuis 1794, de parents d'origine lorraine, Lelièvre fait des études de droit et devient greffier de la justice de paix à Nancy. Sa première épouse, Anne Antoinette Henriette Lefèvre, décède en 1835.
Après la révolution de février 1848, Lelièvre se déclare colonel[Comment ?] de la garde nationale de Nancy en 1848. Il devient le rédacteur en chef du journal républicain Le Travail.[réf. souhaitée]
Après le coup d'État du 2 décembre 1851, Le Travail est interdit et Lelièvre expulsé de France. Il est gracié en 1853 et retourne à Nancy. Visé par la loi de sûreté générale, autorisant la déportation sans procès des personnes considérées comme dangereuses, Lelièvre est « transporté » par un ordre du 16 mars 1858. Il est embarqué dans le convoi de mars 1858 pour l'Algérie et assigné à résidence à Ténès. Après l'amnistie de 1859, Lelièvre s'installe à Alger, où il a acheté quelques propriétés. Il trouve le climat d'Alger sain et décide d'y séjourner pour soigner ses rhumatismes. Une lettre de lui datée du 14 septembre 1858 au préfet de la Meurthe demande que son fils et sa fidèle gouvernante soient autorisés à le rejoindre. Lelièvre devient propriétaire foncier dans le pays et acquiert une influence politique considérable. Il est élu conseiller municipal à Alger, puis conseiller général du département. Il reste hostile au régime impérial et collabore à plusieurs journaux indépendants. Il fait activement campagne contre le plébiscite du 8 mai 1870.
Après la chute de l'Empire, Lelièvre est membre du comité républicain d'Alger, tout comme Georges Tillier et Romuald Vuillermoz, eux aussi déportés en 1858. Ils cherchent à imposer des actions révolutionnaires au nouveau préfet, Auguste Warnier. Après le décret faisant des juifs algériens des citoyens français, Lelièvre tente d'endiguer la vague d'antisémitisme qui en résulte.
Lelièvre se présente avec succès aux élections sénatoriales en tant que candidat républicain le 30 janvier 1876. Il est élu avec 50 voix sur 90. Il siège au sein du groupe de l'Union républicaine et intervient à plusieurs reprises au Sénat lors des débats sur l'instauration d'un régime civil en Algérie et sur le traitement des départements algériens comme des départements français. Il s'oppose au gouvernement de Broglie après la crise du 16 mai 1877 et vote contre la dissolution de la chambre des députés en juin 1877. Il vote pour les lois Jules Ferry sur l'éducation, pour de nouvelles lois sur la presse, pour le droit de réunion, pour la réforme du personnel de la magistrature et pour le rétablissement du divorce. Le 7 février 1882, Lelièvre, alors âgé de 84 ans, se voit octroyer une pension de 800 francs en vertu d'une loi portant secours aux victimes du coup d'État du 2 décembre 1851.
Il n'est pas réélu lors des élections sénatoriales françaises de 1885. Il n'obtient que 105 voix contre 130 à son adversaire, Alexandre Mauguin. Il échoue également à se faire élire à la Chambre des députés, sur la liste radicale, aux élections législatives suivantes (2 699 voix sur 11 810 électeurs). Le 19 mai 1885, il épouse Marie Thérèse Gadchaux (1812-1896) à Alger.